# Saint-Vincent-de-Cosse
Saint-Vincent-de-Cosse là một xã, nằm ở tỉnh Dordogne vùng Aquitaine của Pháp. Xã này có diện tích 7,19 km², dân số năm 2006 là 371 người. Xã nằm ở khu vực có độ cao trung bình 67 m trên mực nước biển.

## Thông tin nhân khẩu
| Năm | 1962 | 1968 | 1975 | 1982 | 1990 | 1999 | 2006 |
| --- | ---- | ---- | ---- | ---- | ---- | ---- | ---- |
| Dân số | 360  | 319  | 278  | 314  | 302  | 351  | 371  |
| From the year 1962 on: No double counting—residents of multiple communes (e.g. students and military personnel) are counted only once. |      |      |      |      |      |      |      |